# Gregorius Luppe

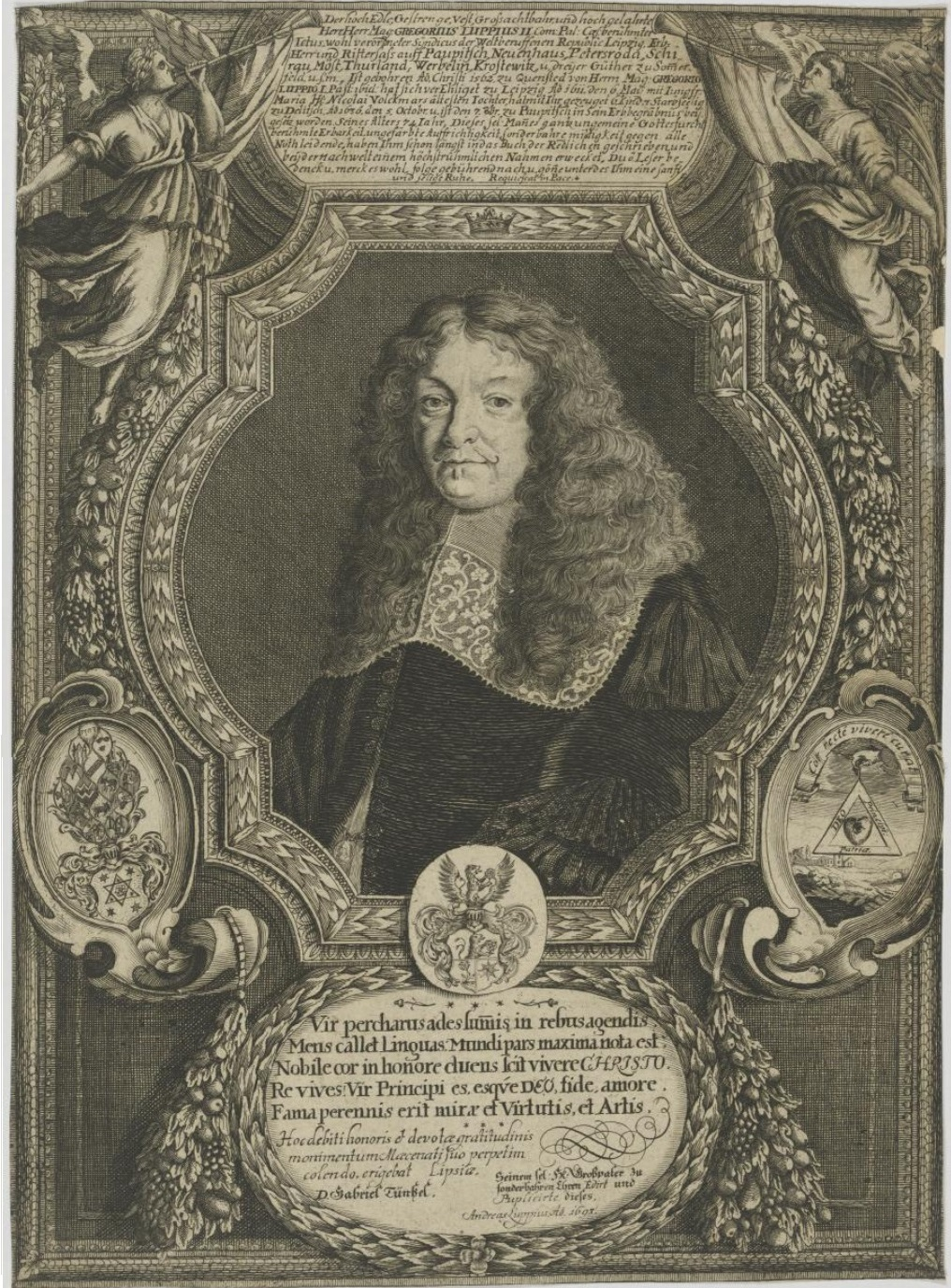
Gregorius Luppe, Leipziger Oberstadtschreiber und Syndicus, Rittergutsbesitzer, Kupferstich 1693 von Andreas Luppius

Gregorius Luppe (* um 1582 in Quenstedt; † 5. Oktober 1636 in Delitzsch) war ein deutscher Magister, der Rechte Kandidat, Oberstadtschreiber und Syndikus der Messestadt Leipzig sowie einer der ersten bürgerlichen Rittergutsbesitzer im Kurfürstentum Sachsen.

## Leben
Gregorius Luppe stammte aus der Grafschaft Mansfeld und hatte im Gebiet des Kurfürstentum Sachsen eine Ausbildung – unter anderem seit dem 5. August 1595 am Gymnasium in Schulpforta – durchlaufen. Bereits im minderjährigen Alter, wurde er im Wintersemester 1591 an der Universität Leipzig deponiert. Dort nahm er als juristisch volljähriger im Sommersemester 1601 ein Studium auf. Hier erwarb er sich am 13. März 1602 das Baccalaurat der Philosophie und avancierte am 27. Januar 1603 zum Magister derselben Wissenschaften. Luppe trat im Jahre 1607 als Unterstadtschreiber in den Dienst der Stadt Leipzig, zu deren Oberstadtschreiber und Syndikus er 1610 aufrückte. Am 6. Oktober 1617 schloss er für den Rat der Stadt Leipzig mit den Grafen von Mansfeld einen bedeutsamen Kupferkontrakt.
Im Jahre 1616 kaufte er das Haus Markt heutige Nummer 16 (Ecke Petersstraße), veräußerte jedoch 1625 die Weinschankgerechtigkeit des Hauses an den Handelsherrn Michael Bernoulli.
Nach dem unglücklichen Tode seiner Ehefrau 1623 resignierte er und zog sich auf sein Gut Paupitzsch zurück. Das ansehnliche Vermögen, zu dem er gelangt war, erlaubte ihm, am 6. Januar/8. Februar 1626 die beiden Rittergüter Neuhaus und Petersroda für 47.000 Gulden vom Rat der Stadt Delitzsch käuflich zu erwerben, nachdem er diese bereits zuvor ab 1622 für mehrere Jahre gepachtet hatte. Noch vor dem endgültigen Erwerb der Rittergüter hatte er sich ab 1624 gegenüber den Kossäten zu Petersroda juristisch zur Wehr zu setzen, die ihn beim Appellationsgericht wegen umstrittener Dienste verklagt hatten. Kurz darauf zwangen ihn die Zerstörungen des Dreißigjährigen Krieges zum Verlassen der Rittergüter, sodass er sich mit seiner Familie in das zu diesem Zeitpunkt sichere Delitzsch absetzte. Dort verstarb er am 5. Oktober 1636, wurde jedoch nach Paupitzsch überführt und dort beigesetzt.
Luppe hatte zwei sehr gute Freunde, die er als Mitbelehnte seiner beiden Rittergüter einsetzte. Es waren der Jurist und kursächsische Hofrat Gabriel Tünzel in Dresden und Polycarp Leyser, Professor und Doktor, Assessor am Konsistorium Leipzig sowie Superintendent und Pfarrer an der Thomaskirche in Leipzig.

## Familie

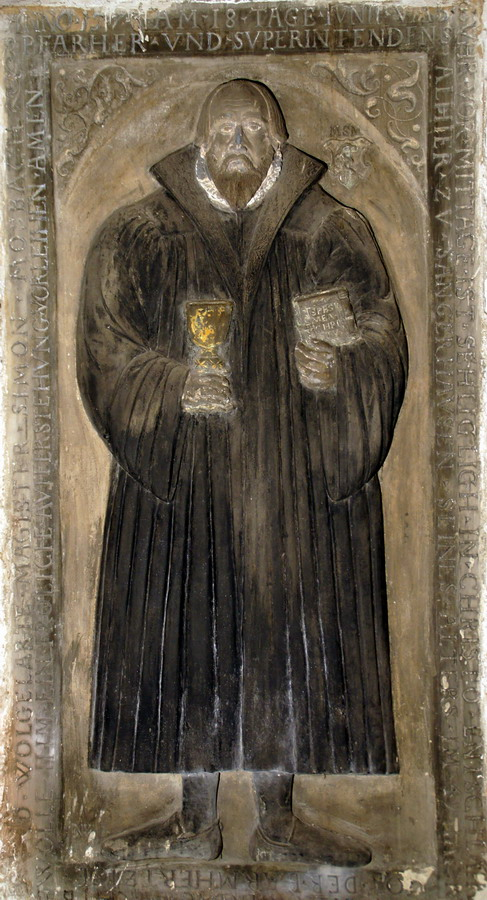
Luppes Großvater Simon Mosbach († 1573), Superintendent von Sangerhausen, Epitaph von 1574 der Sangerhäuser Jacobikirche

Gregorius Luppe entstammte dem alten Delitzscher Patriziergeschlecht Luppe, welches schon in der Vergangenheit nicht selten mit teilweise erheblichen Summen der Stadt Delitzsch ausgeholfen hatte, wenn diese bei der Zahlung von Verpflichtungen in Bedrängnis gekommen war. Sein Vater war der aus Delitzsch gebürtige gleichnamige Magister Theologiae und Pastor zu Quenstedt, welcher kurz nach der Geburt seines Sohnes von der Pest dahingerafft wurde, seine Mutter hingegen Elisabeth geb. Mosbach, Tochter des Sangerhäuser Superintendenten Simon Mosbach.  Sein einziger Bruder war Johannes Luppe, der als reußischer Rat in Greiz wirkte, einer seiner Cousins unter anderem Johannes Luppe,  Bürgermeister von Delitzsch. Von besonderer Bedeutung für seine Karriere war nach dem zeitigen Tode seines Vaters jedoch vermutlich sein Mutterbruder, der Kanzler des Kurfürstentums Sachsen, Samuel Mosbach der Ältere.
Verheiratet war Gregorius Luppe seit dem 6. Mai 1611 mit Maria Volckmar (* 24. Januar 1599 in Leipzig; † 29. April 1623 in Leipzig), die 1623 unter ungeklärten Umständen in einem Wassertrog auf dem Markt in Leipzig ertrank. Maria Volckmar war eine Nachkommin verschiedener alter Leipziger Ratsherrenfamilien. Über ihre Schwester Catharina Volckmar (1596–1642) war Luppe mit dem bedeutenden Ratsherren Joachim Anckelmann (1592–1641) verschwägert, über ihre Schwester Sabina Volckmar (1598–1634) mit seinem Freunde Polycarp Leyser.
Aus Luppes Ehe mit Maria Volckmar gingen sechs Kinder hervor, darunter der gleichnamige Sohn Gregorius Luppe, der 1612 in Leipzig geboren wurde und nach einem Theologie- und Philosophiestudium an der Universität Leipzig 1637 zum Pfarrer in Groß-Kyhna (heute Ortsteil von Neukyhna) ordiniert wurde.
Der Leipziger Buchhändler und Verleger Andreas Luppius (1654–1731) ist ein Enkelsohn von Gregorius Luppe, der Theologe und Superintendent Johann Samuel Luppe ein Urenkel. Der Oberbürgermeister der Stadt Nürnberg Hermann Luppe (1874–1945), der evangelische Pastor und Erzieher Friedrichs I. von Anhalt Karl Luppe (1819–1867) sowie der bekannte deutsche Papyrologe und Altphilologe Wolfgang Luppe (1931–2014) sind seine späten Nachfahren.